# Son House
Son House, właściwie Eddie James House Jr. (ur. 21 marca 1902 w Riverton, zm. 19 października 1988 w Detroit) – wpływowy amerykański muzyk bluesowy z Delty w Mississippi, samouk. Wychowany w religijnej rodzinie postanowił zostać duchownym Kościoła Baptystów, pozostał jednak w stanie świeckim, wybierając karierę muzyka. Rozpoczął ją w 1930 roku, grając na wiejskich zabawach i potańcówkach wraz z Charleyem Pattonem i Williem Brownem. Zauważony przez wytwórnię Paramount w 1930 zarejestrował dla niej kilka utworów. Wycofał się ze sceny muzycznej w 1943 roku, by powrócić na nią 21 lat później.
Zainspirował szereg przyszłych bluesmenów, w tym Roberta Johnsona i Muddy'ego Watersa. Jego utwór „Death Letter” grany był między innymi przez The White Stripes. 